# 3130 Гілларі
3130 Гілларі (3130 Hillary) — астероїд головного поясу, відкритий 20 грудня 1981 року.
Тіссеранів параметр щодо Юпітера — 3,456.